# Rosario Gisana
Rosario Gisana (Modica, 14 aprile 1959) è un vescovo cattolico italiano, dal 27 febbraio 2014 vescovo di Piazza Armerina.

## Biografia
È nato a Modica, in provincia di Ragusa e diocesi di Noto, il 14 aprile 1959. Suo padre era un muratore e sua madre casalinga.

### Formazione e ministero sacerdotale
Dopo aver ricevuto l'istruzione primaria, nell'ottobre 1970 è entrato nel seminario minore di Noto per frequentare la scuola media ed in seguito il Liceo classico statale "A. Di Rudinì" nella stessa città, dove ha ottenuto il diploma. Sentendo maturare la vocazione al sacerdozio, si è poi iscritto al seminario maggiore di Acireale ed ha seguito il biennio di studi in filosofia allo Studio teologico "San Paolo" di Catania.
Nel 1980, su invito del suo vescovo mons. Nicolosi, si è trasferito a Roma come studente dell'Almo collegio Capranica, proseguendo al contempo gli studi in teologia alla Pontificia Università Gregoriana, dove ha conseguito il baccellierato nel 1983. In seguito ha cominciato a frequentare il Pontificio Istituto Biblico e l'Istituto Patristico Augustinianum.
Rientrato brevemente in Sicilia, è stato ordinato diacono nella cattedrale di San Nicolò a Noto il 4 aprile 1985. Il 20 febbraio 1986 ha conseguito la licenza in scienze bibliche all'Istituto Biblico, ricevendo poi ordinazione sacerdotale il 4 ottobre seguente, nel duomo di San Giorgio a Modica, per imposizione delle mani di Salvatore Nicolosi, vescovo di Noto; si è incardinato ventisettenne, come presbitero della medesima diocesi ed il giorno seguente è stato nominato anche canonico del Capitolo della cattedrale.
Tornato nella capitale, nel giugno 1987 ha conseguito la laurea in teologia e scienze patristiche all'Augustinianum.
Il 13 giugno 1988 è stato nominato vice-assistente dell'Azione Cattolica diocesana nel settore giovani e responsabile del servizio per la pastorale giovanile, mentre il 1º ottobre successivo ha ricevuto anche l'incarico di animatore degli alunni del seminario maggiore residenti a Catania e docente invitato di scienze patristiche presso lo Studio teologico "San Paolo" di Catania e di scienze bibliche all'Istituto di scienze religiose "G. Blandini" di Noto; ha ricoperto tali incarichi per un biennio. Nel maggio 1990 è divenuto assistente ecclesiastico dell'Istituto secolare delle Missionarie della regalità di Cristo, incarico mantenuto fino al 2008, mentre il 1º ottobre seguente è stato nominato rettore del seminario vescovile di Noto, svolgendo tale ufficio fino al giugno 2009, e membro del Consiglio presbiterale. Nel febbraio 1999 è divenuto membro del Collegio dei consultori e della Commissione per il clero.
Nel 2009 è tornato a Roma per studiare di nuovo all'Augustinianum, servendo al contempo come collaboratore nella chiesa di San Gregorio Barbarigo; qui nel dicembre 2010 ha conseguito il dottorato in teologia e scienze patristiche. Poco prima, nell'ottobre 2010 era stato nominato vicario episcopale per la pastorale e direttore dell'Ufficio catechistico della diocesi di Noto, nonché vicerettore della cattedrale; lo stesso anno è divenuto anche docente incaricato di esegesi biblica e patristica allo Studio teologico "San Paolo" di Catania, di cui nel 2012 è divenuto poi vicepreside, e docente di Sacra scrittura alla Scuola teologica di base della diocesi di Noto. Ha ricoperto tali incarichi fino alla promozione all'episcopato.

### Ministero episcopale
Il 27 febbraio 2014 papa Francesco lo ha nominato vescovo di Piazza Armerina; è succeduto a Michele Pennisi, precedentemente nominato arcivescovo di Monreale. Ha ricevuto l'ordinazione episcopale il 5 aprile seguente, nella basilica cattedrale di Maria Santissima delle Vittorie di Piazza Armerina, dal vescovo di Noto Antonio Staglianò, co-consacranti Michele Pennisi, suo predecessore, e Paolo De Nicolò, vescovo titolare di Mariana e reggente emerito della Prefettura della casa pontificia; ha preso possesso della diocesi durante la stessa cerimonia. Come suo motto episcopale ha scelto Mitis humilis corde, che tradotto vuol dire "Mite e umile di cuore".
Nel 2017 ha riformato la Caritas diocesana assumendone direttamente la direzione e dedicando esclusivamente ad essa i diaconi di ogni vicariato della diocesi.
A maggio 2018 ha annunciato alla diocesi la visita pastorale di papa Francesco, che si è svolta il successivo 15 settembre.
Il 6 novembre 2023 papa Francesco, il giorno prima della requisitoria del pubblico ministero nel processo Rugolo, ha pronunciato durante l'udienza nel Palazzo Apostolico Vaticano: «Bravo, questo vescovo, bravo. È stato perseguitato, calunniato e lui fermo, sempre, giusto, uomo giusto».

## Copertura di abusi su minori all'interno della Chiesa cattolica
Il tribunale di Enna ha condannato don Giuseppe Rugolo a quattro anni e sei mesi per violenza sessuale su minori di 16 anni e tentata violenza sessuale. Il sacerdote è stato interdetto per cinque anni dai pubblici uffici e interdetto per sempre dall'insegnamento nella scuola di ogni ordine e grado. La curia vescovile della diocesi di Piazza Armerina, guidata da Gisana, è stata riconosciuta responsabile civile e dovrà rispondere assieme a Giuseppe Rugolo del risarcimento delle parti civili. Secondo le motivazioni dei giudici del Tribunale di Enna, il vescovo “ben consapevole delle segnalazioni sugli abusi patiti da un ragazzo” avrebbe “evitato di attuare qualsiasi forma di controllo o provvedimento a tutela dei fedeli”. Nelle motivazioni il vescovo è stato definito: "facilitatore dell’attività predatoria del prelato”.
Il vescovo Rosario Gisana era al corrente degli abusi subiti da una vittima dall'agosto del 2016 e aveva trasferito Rugolo a Ferrara dove poi è stato arrestato. Il vescovo di Ferrara, Gian Carlo Perego, ha concordato il trasferimento di Rugolo con Gisana. Perego, informato di «un procedimento a carico di don Giuseppe per un episodio precedente la sua ordinazione», ha dichairato che «[Gisana] mi mostrò che tale vicenda era già stata valutata dalla Congregazione della dottrina della fede, e che non costituiva assolutamente una limitazione alla sua presenza da noi».
Il vescovo Gisana ha offerto 25mila euro della Caritas alla famiglia della vittima come "borsa di studio" in cambio di una clausola di riservatezza e silenzio della vittima che rifiuta questa offerta. Gisana in una intercettazione riportata durante il processo ha dichiarato: «Il problema è anche mio perché io ho insabbiato questa storia... Eh vabbè, pazienza, vedremo come poterne uscire».
Nel 2024, ci sono state numerose proteste di fedeli e laici contro il vescovo per aver coperto il prete condannato per pedofilia. Uno dei cartelli utilizzati durante le proteste diceva: "Io non accetto prediche da chi copre un abuso". Il comitato dei bavagli viola ha lanciato una petizione per chiedere le dimissioni di Gisana.
Nel dicembre 2024, il vescovo Gisana e il suo vicario monsignor Vincenzo Murgano sono stati nel registro degli indagati della Procura di Enna per falsa testimonianza, in relazione alle dichiarazioni rese durante l’inchiesta e il processo a carico di Rugolo. Il vescovo è accusato di aver "omesso qualsivoglia iniziativa a tutela dei minori, facilitando l’attività predatoria di un prelato già oggetto di segnalazione". Secondo le motivazioni della sentenza del processo Rugolo, la Curia sarebbe civilmente responsabile per non essere intervenuta a prevenire gli abusi. I giudici hanno evidenziato come Gisana avesse "evidentemente autorizzato padre Rugolo, quale figura di riferimento dell’associazione da lui fondata, a operare all’interno della chiesa Madre, consentendogli così, con la piena compiacenza della diocesi, di creare occasioni di incontro e frequentazione con giovani adolescenti”.

## Genealogia episcopale
La genealogia episcopale è:
- Cardinale Scipione Rebiba
- Cardinale Giulio Antonio Santori
- Cardinale Girolamo Bernerio, O.P.
- Arcivescovo Galeazzo Sanvitale
- Cardinale Ludovico Ludovisi
- Cardinale Luigi Caetani
- Cardinale Ulderico Carpegna
- Cardinale Paluzzo Paluzzi Altieri degli Albertoni
- Papa Benedetto XIII
- Papa Benedetto XIV
- Papa Clemente XIII
- Cardinale Bernardino Giraud
- Cardinale Alessandro Mattei
- Cardinale Pietro Francesco Galleffi
- Cardinale Giacomo Filippo Fransoni
- Cardinale Carlo Sacconi
- Cardinale Edward Henry Howard
- Cardinale Mariano Rampolla del Tindaro
- Cardinale Gennaro Granito Pignatelli di Belmonte
- Cardinale Pietro Boetto, S.I.
- Cardinale Giuseppe Siri
- Cardinale Giacomo Lercaro
- Vescovo Gilberto Baroni
- Cardinale Camillo Ruini
- Vescovo Antonio Staglianò
- Vescovo Rosario Gisana